# Sacerdos Bonae Deae
Sacerdos Bonae Deae var ett prästämbete vid kulten av Bona Dea i Rom. 
Ämbetet är fragmentariskt men trots detta förhållandevis väl dokumenterat, och namnet på flera av dess prästinnor är kända. Det är okänt när kulten instiftades.  En teori hävdar att det var efter segern över Tarentum 272 f.Kr., då man där dyrkade en gudinna som hette Damia för vilken man firade en högtid med samma namn. 
Bona Deas prästinna i Rom hade titeln Damiatrix. Bona Deas kult kretsade kring hälsa och fertilitet, och templet besöktes av sjuka, som gavs mediciner gjorda av örter. Dess prästinna skulle vara kunnig i örtmedicin och fungera som apotekare. Hon officierade över de berömda december-riterna, som var reserverade för kvinnor. Hon utförde också flera hemliga ceremonier till fördel för hälsa och fertilitet i Rom. 
Hon var överstepräst över en stor tempelpersonal, inkluderande prästinnor (ministra) av längre rang, som utförde mindre ritualer och ceremonier, och assistenter med titeln antistites, som skötte templets apotek. Prästinnorna av lägre rang kunde vara frigivna kvinnor.   